# Jinhan
Jinhan var en løs føderation af mikrostater og stammer, som eksisterede fra omkring Kristi fødsel til det 3. århundrede på den sydlige del af Koreahalvøen øst for floddalen, som Nakdongfloden løber igennem i Gyeongsangprovinsen. Jinhan hævdede som Mahan og Byeonhan at være Jin-statens efterfølger. De tre stater har fået fællesbetegnelsen Samhan ("Tre Han"). Junhan blev senere absorberet af det koreanske kongedømme Silla.

## Historie
Jinhan, som de andre Samhan-stater, kom til efter opløsningen af Gojoseon i 108 f.Kr.

## Kultur
Forholdet til den tidligere stat Jin er ikke afklaret, selv om det samtidige kinesiske historieværk Sanguo Zhi hævder, at Jinhan var identisk med Jin, mens en anden kilde beskriver Jin som forgængeren til Samhan. Jinhan og Byeonhan delte stort set samme kultur, dog med varierende religiøse skikke, og blev ikke delt af en tydelig identificeret statsgrænse.
Folket menes at være efterkommere af immigranter fra Qin-dynastiet, som flygtede fra Qins tvangsarbejdspolitik og flyttede til Mahan, hvor de i det mindste fik jord. Føderationen blev også kaldt for Qinhan (秦韓).

## Mikrostater
Ifølge Sanguo Zhi bestod Byeonhan af 12 mikrostater på mellem 600 og 5.000 familier og inddelt i seks mikrostater:
- Saro (사로국, 斯盧國), den mægtigste stat i Jinhan, også kaldt Seorabeol. I 503 gav Saro sig et nyt navn: "Silla".
- Gijeo (기저국, 己柢國), senere Andong.
- Bulsa (불사국, 不斯國), senere Changnyeong.
- Geun-gi (근기국, 勤耆國), senere Pohang eller Cheongdo.
- Nanmirimidong (난미리미동국, 難彌理彌凍國), senere Miryang. Kaldtes også "Mirimidong".
- Yeomhae (염해국, 冉奚國), senere Ulsan.
- Gunmi (군미국, 軍彌國), senere Sacheon.
- Yeodam (여담국, 如湛國), senere Gunwi.
- Horo (호로국, 戶路國), senere Sangju.
- Juseon (주선국, 州鮮國), senere Gyeongsan.
- Mayeon (마연국, 馬延國), senere Miryang.
- U-yu (우유국, 優由國), senere Cheongdo eller Yeongdeok.

Ifølge Samguk Sagi blev kongedømmet Silla (omkring nutidens Gyeongju, etableret af Bak Hyeokgeose i år 57 f.Kr., efter at have forenet seks Jinhan-klaner. Kilden giver ikke noget svar, eller modstridende svar, på forholdet mellem navnene Jinhan, Saro, Seorabeol og det senere Silla.
Dagliglivet for folket i Jinhan er nærmest ukendt. Religionen var antagelig shamanisme og har formodentlig spillet en rolle i det politiske liv. Landbruget var domineret af risdyrkning, og husdyrhold af heste, køer og høns.

## Geografi
De fleste teorier indikerer, at Jinhan lå i et område, der senere blev okkuperet af Silla, Gyeongjubassinet og den nærliggende kyst ved det Japanske hav. Det ville have været nabo med Byeonhan mod sydvest, og det meget større Mahan mod nordvest. I nord lå de kinesiske kommanderier og den mindre kyststat Dongye. Nogen forskere placerer Jinhan i floddalen i tilknytning til Han-floden med Mahan i nord og Byeonhan i syd.